# Рыжов, Леонид Михайлович
Леонид Михайлович Рыжов (21.03.1913 −01.08.2010, Нижний Новгород) — инженер-судостроитель и учёный, лауреат Государственной премии СССР.

## Биография
Родился в Ивановской области. В 1930—1932 после окончания средней школы работал учителем, разнорабочим на стройке, масленщиком на судостроительном заводе.
Окончил эксплуатационный факультет Горьковского института инженеров водного транспорта (1937, с отличием) и Академию морского и речного флота (1950). В 1937—1941 работал на кафедре и учился в аспирантуре ГИИВТ.
В 1941—1950 — в пароходстве «Волготанкер» (Астрахань), прошел путь от диспетчера до начальника службы движения. В 1950—1955 первый заместитель начальника Волжского грузового речного пароходства (г. Куйбышев).
С 1955 по 2006 г. на научно-преподавательской работе в ГИИВТ-ВГАВТ, зав. кафедрой организации движения.

## Научные труды
Автор и соавтор 7 монографий.

## Награды и звания
Доктор технических наук (1967), профессор (1968).
В 1979 году вместе с группой речников стал лауреатом Государственной премии СССР за создание и внедрение в практику речного флота автоматических сцепных устройств для толкания судов и большегрузных составов на реках, озёрах и водохранилищах.
Заслуженный деятель науки и техники РСФСР. Почетный работник речного флота, почетный работник транспорта России. Награждён 4 медалями.

## Память
В 2014 году в его честь назван теплоход «Профессор Рыжов».